# Desmoscolex remifer
Desmoscolex remifer är en rundmaskart som beskrevs av Timm 1970. Desmoscolex remifer ingår i släktet Desmoscolex och familjen Desmoscolecidae. Inga underarter finns listade i Catalogue of Life.